# Lucifer V
Lucifer V peti je studijski album heavy metal-sastava Lucifer. Prvi je studijski album skupine koji je objavila diskografska kuća Nuclear Blast, koja ga je izdala 26. siječnja 2024.

## Popis pjesama
Tekstovi: Johanna Platow Andersson; iznimka je pjesma „Maculate Heart”, za koju je tekst napisao Nicke Andersson Platow. 
| 1.    | »Fallen Angel«                     | P. Andersson, A. Platow       | 3:09 |
| 2.    | »At the Mortuary«                  | P. Andersson, A. Platow       | 6:07 |
| 3.    | »Riding Reaper«                    | P. Andersson, Linus Björklund | 4:11 |
| 4.    | »Slow Dance in a Crypt«            | P. Andersson, A. Platow       | 4:28 |
| 5.    | »A Coffin Has No Silver Lining«    | P. Andersson, A. Platow       | 4:25 |
| 6.    | »Maculate Heart«                   | A. Platow                     | 4:09 |
| 7.    | »The Dead Don't Speak«             | P. Andersson, A. Platow       | 3:58 |
| 8.    | »Strange Sister«                   | P. Andersson, Björklund       | 4:20 |
| 9.    | »Nothing Left to Lose but My Life« | P. Andersson, A. Platow       | 4:40 |
| 39:27 |                                    |                               |      |

| Dodatne pjesme na digitalnim platformama | Dodatne pjesme na digitalnim platformama | Dodatne pjesme na digitalnim platformama | Dodatne pjesme na digitalnim platformama | Dodatne pjesme na digitalnim platformama | Dodatne pjesme na digitalnim platformama | Dodatne pjesme na digitalnim platformama | Dodatne pjesme na digitalnim platformama | Dodatne pjesme na digitalnim platformama | Dodatne pjesme na digitalnim platformama |
| Br.                                      | Skladba                                  | Trajanje                                 |                                          |                                          |                                          |                                          |                                          |                                          |                                          |
| ---------------------------------------- | ---------------------------------------- | ---------------------------------------- | ---------------------------------------- | ---------------------------------------- | ---------------------------------------- | ---------------------------------------- | ---------------------------------------- | ---------------------------------------- | ---------------------------------------- |
| 10.                                      | »At the Mortuary (Halloween Edit)«       | 4:56                                     |                                          |                                          |                                          |                                          |                                          |                                          |                                          |
| 11.                                      | »Maculate Heart (Radio Edit)«            | 3:37                                     |                                          |                                          |                                          |                                          |                                          |                                          |                                          |
| 48:00                                    |                                          |                                          |                                          |                                          |                                          |                                          |                                          |                                          |                                          |

## Recenzije
| Recenzije       | Recenzije |
| Izvor           | Ocjena    |
| --------------- | --------- |
| Angry Metal Guy | 3/5       |
| Blabbermouth    | 8/10      |
| Distorted Sound | 8/10      |
| Kerrang!        | 4/5       |
| Metal Hammer    | [ 10 ]    |
| Metal Injection | 9/10      |
| Sputnikmusic    | 4/5       |

Dobio je pozitivne kritike. U recenziji Metal Injectiona dobio je devet bodova od njih deset uz komentar da se na uratku „osjeća ponovni utjecaj poznatih metal-izvođača”, poglavito Black Sabbatha, Candlemassa i Mercyful Fatea te da je posrijedi „jedan od najboljih albuma hard rocka odnosno klasičnog metala objavljenih u proteklih 15 godina”. Dom Lawson dao mu je osam bodova od njih deset u osvrtu za Blabbermouth i opisao ga je kao „dotjeraniji hibrid jezivog klasičnog rocka i okultnog metala koji je ujedno oštar i otmjen poput odjeće u vampirskom ormaru”. Jednaku mu je ocjenu dao Elliot Leaver u recenziji za Distorted Sound, koji je izjavio da na njemu „stari zvuk zvuči svježe i dinamično” te da je bolji od svih prijašnjih Luciferovih albuma.
Nick Ruskell dao mu je četiri boda od njih pet u osvrtu za Kerrang! zaključivši da je taj „zavodljivi i zlobni peti uradak” skupine „njezin najbolji dosad”. Jednako ga je ocijenio i Sputnikmusicov recenzent, koji je komentirao da gitaristi „bljuju žestoke rifove i bijesne solaže, ali i velik raspon melodija s kojima [pjevačica] Sadonis stvara čaroliju”. Edwin McFee u svojem je osvrtu za časopis Metal Hammer napisao da album „od početka do kraja vrvi ambicioznošću i energijom” i usporedio je pjevačičin glas s glasom Ann Wilson iz sastava Heart.
Angry Metal Guy dao mu je tri boda od njih pet rekavši da je „solidan i zabavan”, ali da su pojedine pjesme „gotovo nezanimljive” zbog pretjerana utjecaja glazbe iz sedamdesetih godina 20. stoljeća.

## Zasluge
| Lucifer - Johanna Platow Andersson – vokal; produkcija, inženjerka zvuka, ideja za omot albuma - Martin Nordin – električna i akustična gitara - Linus Björklund – električna gitara; inženjer zvuka - Harald Göthblad – bas-gitara - Nicke Andersson Platow – bubnjevi, bas-gitara, gitara, klavijatura, udaraljke, prateći vokal; produkcija, inženjer zvuka, umjetnički direktor | Ostalo osoblje - Robert Pehrsson – miksanje - Magnus Lindberg – mastering - Chris Shonting – fotografija - Gravedigger Bradshaw – pomoć pri fotografiranju |

## Ljestvice
| Ljestvica (2024.)                            | Najviša pozicija |
| -------------------------------------------- | ---------------- |
| Njemačka (Offizielle Top 100)                | 70.              |
| Švedska (Sverigetopplistan)                  | 38.              |
| Švicarska (Schweizer Hitparade)              | 77.              |
| Ujedinjeno Kraljevstvo (Independent Albums)  | 26.              |
| Ujedinjeno Kraljevstvo (Rock & Metal Albums) | 9.               |